# Öster-Långvattnet
Öster-Långvattnet är en sjö i Strömsunds kommun i Ångermanland och ingår i Ångermanälvens huvudavrinningsområde. Sjön har en area på 0,0879 kvadratkilometer och ligger 227,1 meter över havet. Sjön avvattnas av vattendraget Rinnån.

## Delavrinningsområde
Öster-Långvattnet ingår i det delavrinningsområde (709045-153537) som SMHI kallar för Inloppet i Stuguvattnet. Medelhöjden är 279 meter över havet och ytan är 25 kvadratkilometer. Det finns inga avrinningsområden uppströms utan avrinningsområdet är högsta punkten. Rinnån som avvattnar avrinningsområdet har biflödesordning 3, vilket innebär att vattnet flödar genom totalt 3 vattendrag innan det når havet efter 150 kilometer. Avrinningsområdet består mestadels av skog (84 procent). Avrinningsområdet har 0,67 kvadratkilometer vattenytor vilket ger det en sjöprocent på 2,7 procent.